# ویسلی ویلیس
ویسلی ویلیس (انگلیسی: Wesley Willis؛ ۳۱ مهٔ ۱۹۶۳ – ۲۱ اوت ۲۰۰۳) یک موسیقی‌دان اهل ایالات متحده آمریکا بود.